# Plain, Wisconsin
Plain là một làng thuộc quận Sauk, tiểu bang Wisconsin, Hoa Kỳ. Năm 2006, dân số của làng này là 792 người.